# Då länkarna smiddes
Då länkarna smiddes är en svensk långfilm från 1939 i regi av Arthur Natorp. I rollerna ses bland andra John Ericsson, Gull Natorp och Axel Högel.

## Handling
Handlingen är förlagd 1885, 1897–1899 och 1939. Händelserna under 1800-talet utspelar sig i det mellansvenska brukssamhället Brohammar, där det uppstår en kooperativ rörelse, som i sin tur leder till bildandet av Arbetarnas ring. Efterhand utvecklas denna till den kooperativa handelsrörelsen i Sverige och vid 40-årskongressen 1939 hyllas pionjärerna inom rörelsen.

## Rollista
1885
- Axel Högel – Erik Bjönbergs far
- Estery Ericsson – Erik Bjönbergs mor
- Harry Ahlin – Löken, smed
- Aurore Palmgren – mor Löken, hans hustru
- Knut Pehrson – Hård d.ä., smed
- Olga Appellöf – mor Hård, hans hustru
- Walter Lindström – Goude, smed
- Olle Hilding – Forsman
- Harald Wehlnor – Brickman
- Helge Andersson – Lundberg
- Märta Arbin – mor Lundberg, hans hustru
- Axel Lindberg – Grop, smed
- Arthur Natorp – Grönquist, handlande

1897–1899
- John Ericsson – Erik Bjönberg, Lång-Jerker
- Gull Natorp – Anna Björnberg, hans hustru
- Kotti Chave – Hård d.y., smed
- Torsten Hillberg – disponenten
- Nils Johannisson – stinsen
- Wilma Malmlöf – mor Fernberg
- Mona Geijer-Falkner – mor Bodin

1939
- Johan-Olov Johansson – Johan-Olov
- John Ericsson – Erik Björnberg, Lång-Jerker
- Gull Natorp – Anna Björnberg, hans hustru
- Helge Hagerman – Anders, deras son
- Eivor Engelbrektsson – Helga Bergström, hans fästmö

## Om filmen
Filmen producerades av AB Svensk Filmindustri och spelades in 1939 i Filmstaden Råsunda och Ramnäs. Manus skrevs av Johan-Olov Johansson, Christian A. Tenow och Seved Apelqvist och filmen fotades av Erik Bergstrand. Musiken komponerades av Gunnar Johansson. Filmen premiärvisades den 6 september 1939 i Ramnäs.